# Ciffer
 For alternative betydninger, se Ciffer (flertydig). (Se også artikler, som begynder med Ciffer)
I matematik og datalogi er et ciffer et symbol, f.eks. "3", som anvendes i numeraler (sammensætninger af symboler), f.eks. "37", til at repræsentere tal (heltal eller reelle tal) i positionelle talsystemer.
Etymologisk kommer ordet ciffer via fransk fra arabisk sifr, som betyder nul eller ingenting.